# Szare miraże
Szare miraże – singiel zespołu Maanam wydany w 1980 roku, drugi promujący debiutancki longplay zatytułowany Maanam. Utwór został skomponowany przez Marka Jackowskiego a tekst napisała Kora. Singiel został nagrany zaraz po słynnym występie w Opolu. Obie piosenki „Szare miraże” i „Stoję, stoję, czuję się świetnie” (wydana na stronie B) były kolejnymi wielkimi przebojami zespołu. Zostały umieszczone na składance The Singles Collection (1991). Piosenka „Stoję, stoję” w wersji koncertowej znalazła się na płycie Kminek dla dziewczynek (1983) oraz na składance Rockandrolle (1997).

## Skład
- Kora – śpiew
- Marek Jackowski – gitara
- Ryszard Olesiński – gitara solowa
- Krzysztof Olesiński – gitara basowa
- Ryszard Kupidura – perkusja